# Deltochilum lindemannae
Deltochilum lindemannae là một loài bọ cánh cứng trong họ Bọ hung (Scarabaeidae).